# Сини Нил
 Тази статия е за реката в Африка.  За провинцията в Судан вижте Сини Нил (провинция).  
Река Сини Нил (на амхарски ዓባይ – Абай; на арабски النيل الأزرق‎ – Бахър ал Азрак) е река в Етиопия и Судан, десен, най-многоводен приток на Нил. Името ѝ от арабски означава: бахър – река и азрак – син. Дължината ѝ е 1460 km (заедно с река Малък Абай 1783 km), площ на водосборния басейн – около 325 хиляди km².

## Извор, течение, устие
За начало на река Сини Нил се приема река Малък Абай (дължина 323 km), извираща от югозападните склонове на планината Чоке, на 3475 m н.в. в централната част на Етиопия, течаща на север и вливаща се в югозападната част на езерото Тана, разположено на 1830 m н.в. След това от крайния южен ъгъл на езерото при град Бахър Дар изтича река Абай и се насочва на югозапад през Етиопската планинска земя. На 20 km след изтичането си от езерото реката преодолява високия 45 m водопад Тис Есат. В началото тече в широка долина с ниски брегове, а след това на протежение от около 500 km – в каньоновидна долина с дълбочина 900 – 1200 m и ширина 100 – 200 m, в южна, югозападна, западна и северозападна посока, като образува голяма, изпъкнала на юг дъга. След излизането си от планините и навлизането ѝ на суданска територия реката получава названието Бахър ал Азрак (Сини Нил) и характерът ѝ силно се променя. След град Ер Росейрос наклонът и скоростта на течението ѝ значително намаляват, а коритото ѝ силно меандрира през плодородната равнина Джазира. При столицата на Судан град Хартум, на 375 m н.в. река Сини Нил се слива с идващата отляво река Бели Нил и двете заедно дават началото на същинската река Нил.

## Притоци, хидроложки показатели
Река Сини Нил (Абай) получава множество притоци, като по-важните са: леви – Башило, Бета, Адабай, Мугер, Гудер, Дидеса, Дабус, Тумат, Уфат; десни – Темча, Дура, Белес, Диндер (най-голям приток), Рахад. Подхранването на реката е предимно дъждовно. Оттокът ѝ е подложен на сериозни и резки колебания през годината, като при Хартум оттокът ѝ се колебае от 127 m³/s през февруари до 5822 m³/s през август. Средногодишно реката пренася 52 km³ вода, което прави среден годишен отток от 1650 m³/s.

## Стопанско значение
В долното течение на реката, на суданска територия, са изградени два големи язовира с мощни ВЕЦ-ове в основата на преградните им стени: при град Сенар (мощност на ВЕЦ-а 19 000 квт) и по-нагоре при град Ер Росейрос. Река Сини Нил е плавателна за плиткогазещи речни съдове на 580 km от устието си, а по време на пълноводие корабите проникват по нейните притоци Рахад (на 250 km) и Диндер (на 600 km).